# 왕륜
왕륜(王倫)은 중국의 사대기서(四大奇書) 중 하나인 《수호전》(水滸傳)에 등장하는 인물로, 별호는 백의수사(白衣秀士)로 무위, 무관의 서생이라는 뜻. 협객들의 집단이 되기 전 옛 양산박의 수령이었다.

## 생애
과거를 치렀으나 낙제하고 친구 두천과 함께 양산박에서 산적이 되었으며, 후에 송만, 주귀 등이 가세하여 800여 명의 졸개를 거느릴 정도로 성장하였다. 또 시진과도 친분이 있다.
온순하고 남에게 잘 맞추는 인물이지만 실은 도량이 좁은 성격으로 아무런 실력도 이상도 없이 그저 관헌의 손에서 벗어나 양산박 수령으로서의 지위를 지키는 것밖에 머리에 없다. 그래서 자신보다 뛰어난 인물이 입산하는 것을 극단적으로 싫어했다. 시진의 추천으로 무용이 뛰어난 임충이 입산을 청했을 때도 여러 가지 트집을 잡고 이를 거부하려 했으나 조건부로 양지를 물리칠 경우 입산을 허가하는 뜻을 냈다. 결국 임충과 양지는 호각으로 끝나고 두천, 송만, 주귀의 진언으로 임충의 입산을 마지못해 허락하였다.
또한 조개, 오용, 공손승, 유당, 완소이, 완소오, 완소칠 등 일곱 인물이 양산박에 입산을 하려할 때에도 식량 부족을 이유로 돈을 주어서 쫓아내려 하였다. 그러나 조정에 대항할 힘을 얻기 위해 양산박의 변혁을 요구하던 임충이 이에 극렬히 반대하여 말다툼 끝에 왕륜은 임충에게 베여 죽고 조개가 새로운 양산박의 주인이 되었다.
이처럼 왕륜은 소인배로 취급되어 작중에서도 나쁜 말을 듣고 있지만 양산박이라는 천연적인 요해를 눈여겨보고 그곳에 무뢰한의 본거지를 만든 인물로, 그런 점에서 이야기상 중요한 인물이다.